# Polygala urartu
Polygala urartu är en jungfrulinsväxtart som beskrevs av Sophia G. Tamamschjan. Polygala urartu ingår i släktet jungfrulinssläktet, och familjen jungfrulinsväxter. Inga underarter finns listade i Catalogue of Life.